# Вимислово (Торунський повіт)
Вимислово (пол. Wymysłowo) — село в Польщі, у гміні Луб'янка Торунського повіту Куявсько-Поморського воєводства.
Населення — 174 особи (2011).
У 1975-1998 роках село належало до Торунського воєводства.

## Демографія
Демографічна структура станом на 31 березня 2011 року:
|          | Загалом | Допрацездатний вік | Працездатний вік | Постпрацездатний вік |
| -------- | ------- | ------------------ | ---------------- | -------------------- |
| Чоловіки | 89      | 21                 | 60               | 8                    |
| Жінки    | 85      | 25                 | 45               | 15                   |
| Разом    | 174     | 46                 | 105              | 23                   |